# اچ‌ام‌اس دوکورث (کی۳۵۱)
اچ‌ام‌اس دوکورث (کی۳۵۱) (به انگلیسی: HMS Duckworth (K351)) یک کشتی است. این کشتی در سال ۱۹۴۳ ساخته شد.